# Festuca borissii
Festuca borissii är en gräsart som beskrevs av Viktor Vladimirovich Reverdatto. Festuca borissii ingår i släktet svinglar, och familjen gräs. Inga underarter finns listade i Catalogue of Life.